# Thomas Paine
(T. Paine)
Thomas Paine (Thetford, 29 gennaio 1737 – New York, 8 giugno 1809) è stato un rivoluzionario, politico, intellettuale, filosofo illuminista e studioso britannico, considerato uno dei Padri fondatori degli Stati Uniti d'America.
Partecipò anche alla guerra d'indipendenza americana e alla rivoluzione francese, e finì incarcerato durante il Regime del Terrore. Tra le sue opere più famose, I diritti dell'uomo (contro Edmund Burke e le sue Riflessioni sulla rivoluzione in Francia), e L'età della ragione, in favore del deismo.

## Biografia
Nato in una famiglia di artigiani di religione quacchera, ma con madre anglicana, si recò nel 1774 in America, con alle spalle diversi licenziamenti, numerose perdite di lavoro, due denunce da parte del governo e con ben due matrimoni falliti (l'ultima separazione gli diede i mezzi finanziari per espatriare). Nel Nuovo Mondo frequentò Benjamin Franklin a Filadelfia, facendosi conoscere nell'ambiente dei giornalisti e opinionisti con libelli quali Senso comune (Common Sense), uscito anonimo nel gennaio 1776, e The American Crisis (1776-83), scritto durante la Guerra d'indipendenza americana, quando combatté a fianco di George Washington.
La figura di Thomas Paine è legata, tra l'altro, alla Constitutional Society e alla Revolution Society, due associazioni radicali sostenute da gruppi religiosi nonconformisti, i cui membri si ritenevano infatti discendenti della seicentesca Rivoluzione inglese. Partecipò alla stesura della costituzione della Pennsylvania, ma i libri dello scrittore che danno aperto sostegno alla rivoluzione americana (durante la quale criticò l'Inghilterra, sostenendo l'assurdità di pensare che un continente potesse essere governato in eterno da un'isola) e di quella francese vengono pubblicamente bruciati. Fu anche membro della Pennsylvania Abolition Society e dell'American Philosophical Society.
Nel 1787 fu costretto a rifugiarsi a Parigi, dove fu presto conosciuto come l'autore de I diritti dell'uomo (Rights of Man), del 1791, un'opera letta da centinaia di migliaia di lettori, gravitanti attorno alle associazioni libertarie radicali britanniche e irlandesi filo-francesi. Nel trattato, contrario al pensiero di Edmund Burke, Paine dichiara la non superiorità dei nobili rispetto alla gente comune, perché ogni uomo ha dei diritti naturali che non sono basati sulla ricchezza o sulla nascita. A causa di The rights of man (1791), pubblicato dopo che aveva fatto ritorno in Inghilterra, fu costretto a riparare in Francia (1792), dove gli fu conferito un seggio alla Convenzione nazionale e riconosciuta la cittadinanza francese, sebbene ne parlasse la lingua con poca fluenza. Arrestato in seguito al suo voto e alle sue proteste contro l'esecuzione di Luigi XVI (21 gennaio 1793), avviò in carcere la stesura di L'età della ragione (The Age of Reason), la sua testimonianza più famosa, che sarà pubblicata tra il 1794 e il 1796. L'ispirazione profondamente laica di quest'opera le procurò l'ostracismo che colpì Paine al suo ritorno a New York (1802). L'autore rifiuta ogni forma di religione consolidata e demolisce l'autorità dei testi sacri: The word of God is the creation we behold ("La parola di Dio è la creazione che contempliamo"), Dio stesso è verità morale e non mistero o oscurità. Nostro compito è doing justice, loving mercy, and endeavouring to make our fellow-creatures happy ("compiere la giustizia, amare la misericordia e cercare di rendere felici i nostri simili"). 
Fu liberato e reintegrato nelle sue funzioni di convenzionale francese dopo il colpo di Stato del 9 termidoro.
Paine fu per certi versi fu il precursore del pensiero libertario che proseguì con William Godwin, John Stuart Mill e Herbett Spencer.
Nel 1802 tornò in America e visse gli ultimi anni in povertà, anche se poi fu riconosciuto come uno dei più appassionati costituzionalisti, oltre che buon prosatore. Si trova raffigurato su un francobollo negli Stati Uniti e in una statua dorata a Parigi.

## Film e Canzoni
- Il mondo nuovo (La Nuit de Varennes) di Ettore Scola - Il personaggio di Thomas Paine è interpretato da Harvey Keitel.
- Thomas Paine è citato nella canzone di Bob Dylan As I Went Out One Morning, dall'album John Wesley Harding, nell'ultima strofa che recita:

- Un'altra citazione si trova nella canzone The Colours dell'album Waiting for Bonaparte del gruppo The Men They Couldn't Hang, "I was woken from my misery by the words of Thomas Paine, On my barren soil they fell like the sweetest drops of rain"[4].
- L'opera Common Sense di Thomas Paine viene citata dal personaggio di Angelica nel pluripremiato musical Hamilton.
- Un'altra citazione è nella canzone popolare Tom Paine's Bones scritta da Graham Moore.

## Opere
L'elenco seguente è preso dall'indice di Collected Writings, a cura di Eric Foner, Library of America, 1995.
- Common Sense, 14 febbraio 1776; ed. it. Senso comune, Liberilibri, 2005, ISBN 9788885140738.
- The Rights of Man, 1792; edizione italiana I diritti dell'uomo, Editori Riuniti, 2016, ISBN 978-88-6473-190-2.
- The Forester's Letters:
  - Letter I. To Cato, "Pennsylvania Packet", 1º aprile 1776.
  - Letter II. To Cato, "Pennsylvania Gazette", 10 aprile 1776.
  - Letter III. To Cato, "Pennsylvania Packet", 22 aprile 1776.
  - Reply to Cato's Eighth Letter, 30 aprile 1776.
  - Letter IV, "Pennsylvania Journal", 8 maggio 1776.
- The American Crisis, Number I, 19 dicembre 1776.
- The American Crisis, Number II, 13 gennaio 1777.
- The American Crisis, Number III, 19 aprile 1777.
- The American Crisis, Number IV, 12 settembre 1777.
- The American Crisis, Number V, 21 marzo 1778.
- Prospects for War Between Britain and France, "Pennsylvania Gazette", 10 giugno 1778.
- The Crisis, Number VI, "Pennsylvania Packet", 20 ottobre 1778.
- The Crisis, Number VII, "Pennsylvania Packet", 11 novembre 1778.
- Portion of a Letter to Henry Laurens, 1778.
- Response to Observations on the American Revolution, 20 marzo 1779.
- Response to the Riot Outside James Wilson's House, "Pennsylvania Packet", 16 ottobre 1779.
- The Crisis, Number VIII, "Pennsylvania Packet", 26 febbraio 1780.
- The Crisis, Number IX, "Pennsylvania Packet", 9 giugno 1780.
- The Crisis Extraordinary, 4 ottobre 1780.
- Public Good, Being an Examination into the Claim of Virginia to the Vacant Western Territory, and of the Right of the United States to the Same. To which is added, Proposals for laying off a new State, to be applied as a fund for carrying on the war, or redeeming the national debt, 30 dicembre 1780
- Common Sense, on the King of England's Speech, in due parti rispettivamente su "Pennsylvania Packet" e "Pennsylvania Gazette", 19 e 28 febbraio 1782.
- Common Sense, on Financing the War, "Pennsylvania Journal", 6 marzo 1782.
- The Necessity of Taxation, "Pennsylvania Journal", 3 aprile 1782.
- Response to an Accusation of Bribery, "Freeman's Journal", 1º maggio 1782.
- The Crisis, Number XI, "Pennsylvania Packet", 11 maggio 1782.
- To Sir Guy Carleton, "Pennsylvania Packet", 31 maggio 1782.
- To the Earl of Shelburne, "Pennsylvania Gazette", 30 ottobre 1782.
- The Last Crisis, Number XIII, "Pennsylvania Packet", 19 aprile 1783.
- Commerce with Britain and the Necessity of Union, "Rivington's New-York Gazette", 10 dicembre 1783.
- On the Affairs of Pennsylvania, "Pennsylvania Gazette", 20 settembre 1786.
- Attack on Paper Money Laws, "Pennsylvania Packet", 7 novembre 1786.
- To Thomas Jefferson, circa febbraio 1788 (pubblicato nel 1965).
- To George Washington, 16 ottobre 1789 (pubblicato nel 1993).
- To Benjamin Rush, 16 marzo 1790 (pubblicato nel 1819).
- To George Washington, 1º maggio 1790 (pubblicato nel 1995).
- To the Authors of The Republican, "Morning Post", 19 luglio 1791.
- To the Abbé Sieyés, 8 luglio 1791 (pubblicato nel 1895).
- Reasons for Wishing to Preserve the Life of Louis Capet, as delivered to the National Convention, 15 gennaio 1793
- Shall Louis XVI Have Respite? 19 gennaio 1793 (pubblicato nel 1895).
- To Danton, 6 maggio 1793 (pubblicato nel 1889).
- Agrarian Justice, opposed to Agrarian Law, and to Agrarian Monopoly, primavera 1797.
- To Samuel Adams, "The National Intelligencer", 1º gennaio 1803.
- The Construction of Iron Bridges, "Aurora", 13 giugno 1803.
- Of the Term "Liberty of the Press", "The American Citizen", 20 ottobre 1806.
- Rights of Man, Being an Answer to Mr. Burke's Attack on the French Revolution, 22 febbraio 1791, nuova ed. rivista, 19 marzo 1791.
- Rights of Man. Part the Second. Combining Principle and Practice, 16 febbraio 1792; edizione italiana completa I diritti dell'uomo ovvero risposta all'invettiva del signor Burke contro la Rivoluzione francese, Beppe Grande editore, 1998, ISBN 9788886637176.
- The Age of Reason. Being an Investigation of True and of Fabulous Theology, febbraio 1794.
- The Age of Reason. Part the Second. Being an Investigation of True and of Fabulous Theology, 25 ottobre 1795; edizione italiana completa L'età della ragione, Ibis, 2000, ISBN 9788871640945.
- Decadimento e rovina del sistema di finanze dell'Inghilterra (The Decline and Fall of the English System of Finance), 1796.[5]